# Boydton
Boydton é uma cidade  localizada no estado norte-americano de Virginia, no Condado de Mecklenburg.

## Demografia
Segundo o censo norte-americano de 2000, a sua população era de 454 habitantes. 
Em 2006, foi estimada uma população de 463, um aumento de 9 (2.0%).

## Geografia
De acordo com o United States Census Bureau tem uma área de 
2,1 km², dos quais 2,1 km² cobertos por terra e 0,0 km² cobertos por água. Boydton localiza-se a aproximadamente 138 m acima do nível do mar.

## Localidades na vizinhança
O diagrama seguinte representa as localidades num raio de 32 km ao redor de Boydton. 